# Manoir de Vauclerc
Le manoir de Vauclerc est situé à Plémy, en France.

## Localisation
Le manoir est situé sur la commune de Plémy dans le département des Côtes-d'Armor, dans la région Bretagne.

## Description
Restes d'un manoir qui dut être important. Tout autour de l'édifice existent des vestiges de bâtiments détruits, des substructions dont celle d'une tour ronde en avant de la cour, qui devait servir de défense. La porte est ornée de fleurons.

## Historique
Le manoir est inscrit partiellement au titre des monuments historiques par arrêté du 26 mai 1926.

## Galerie

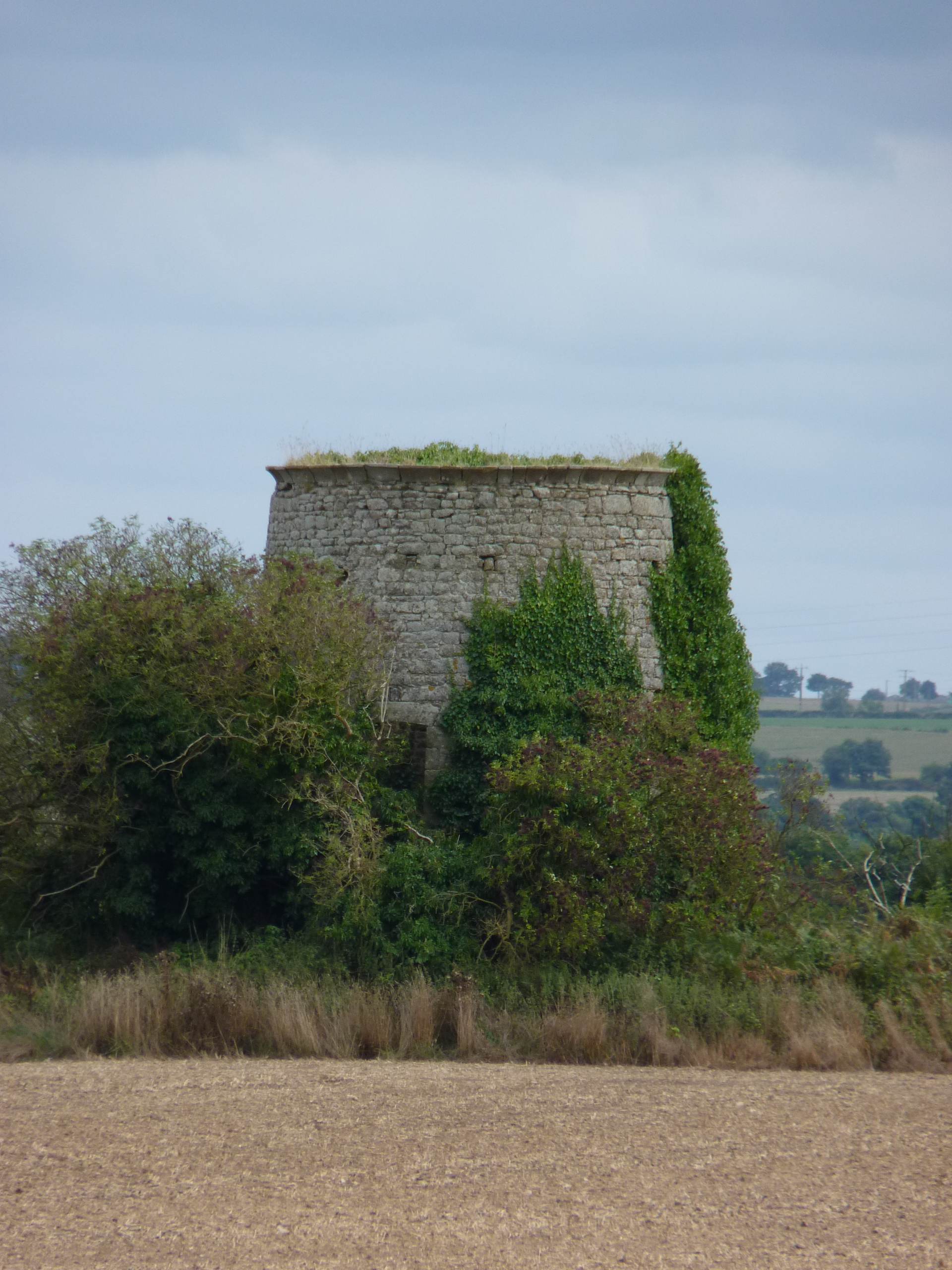
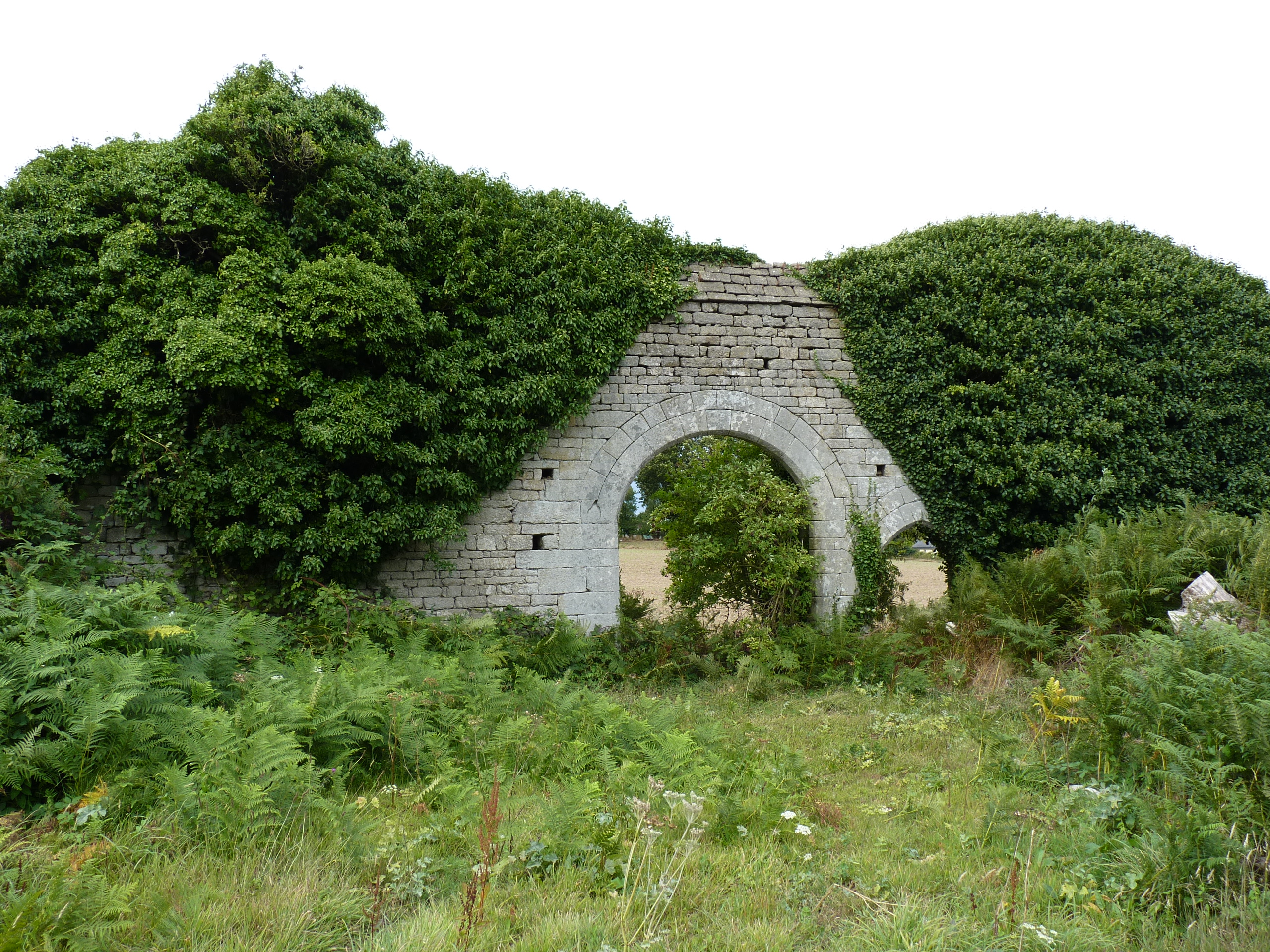
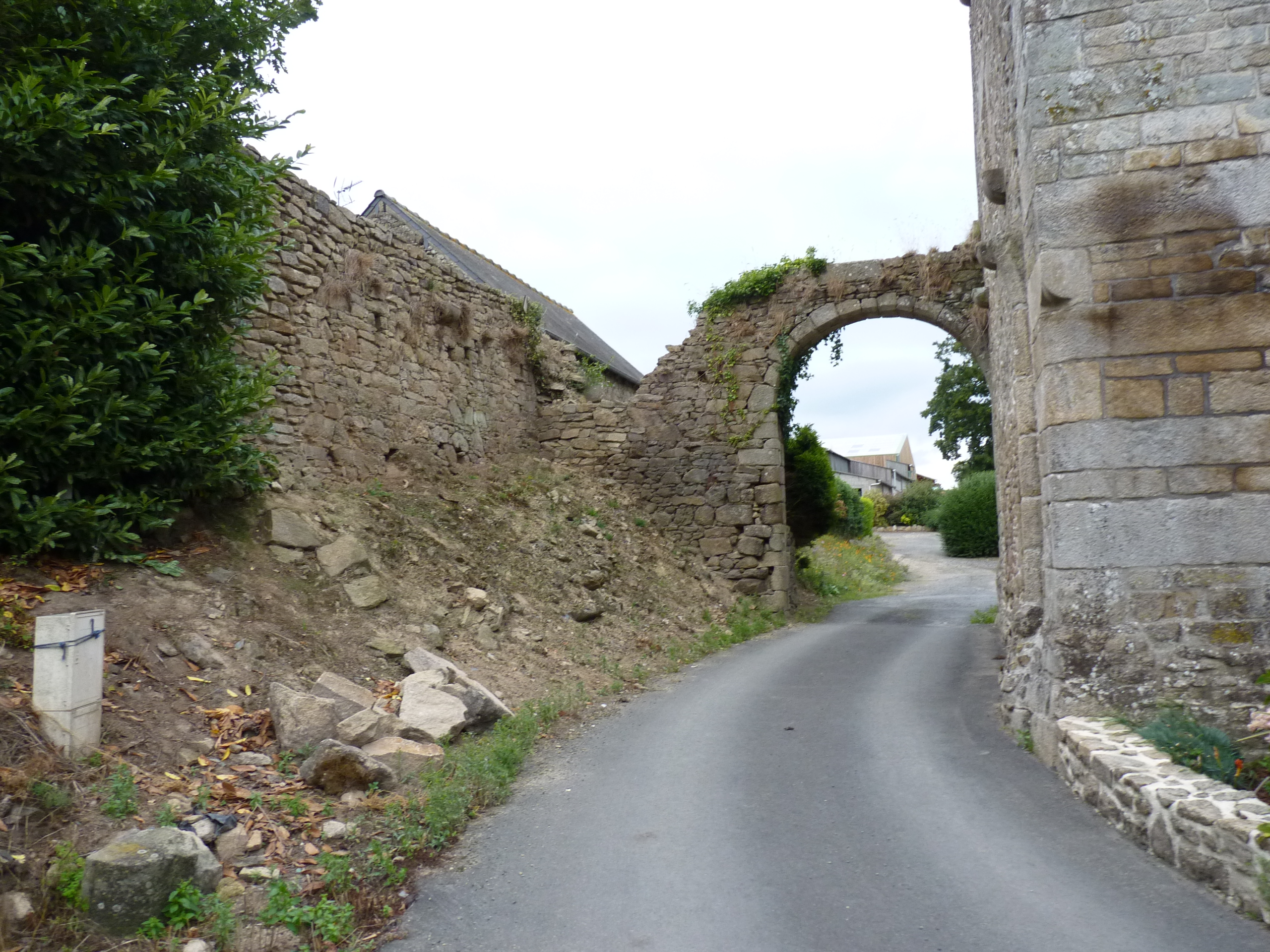
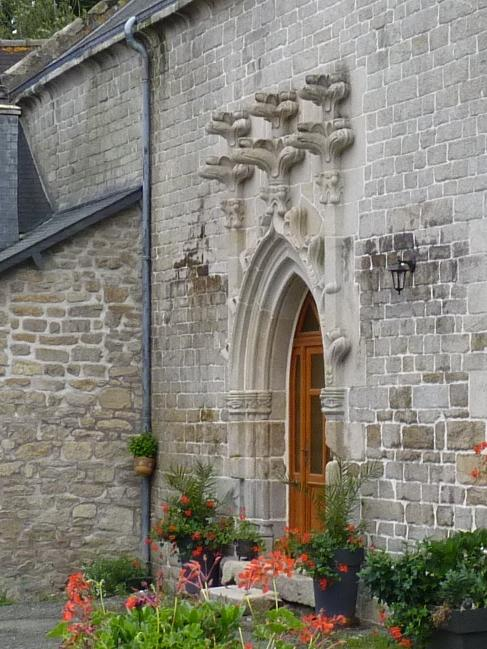
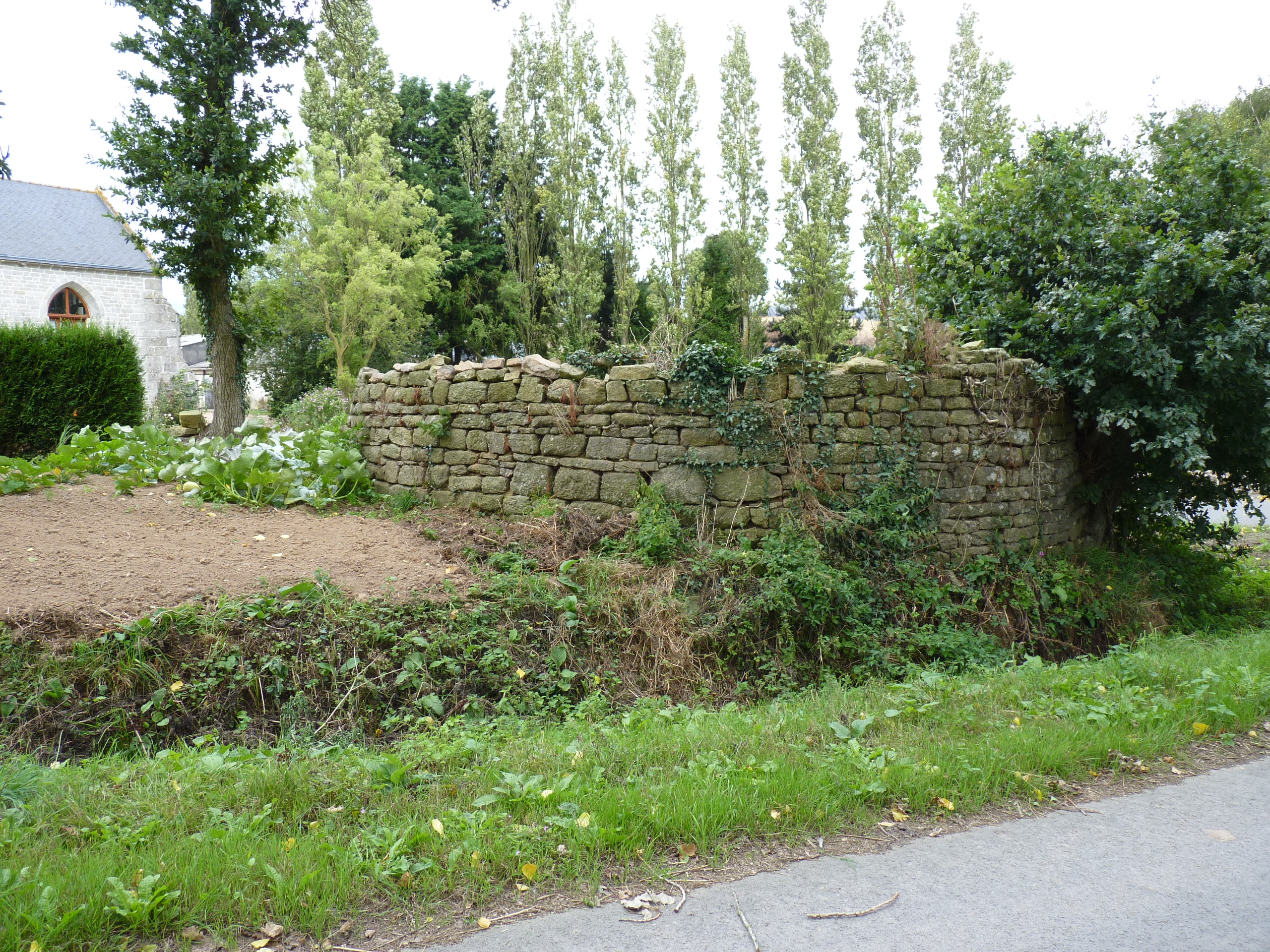
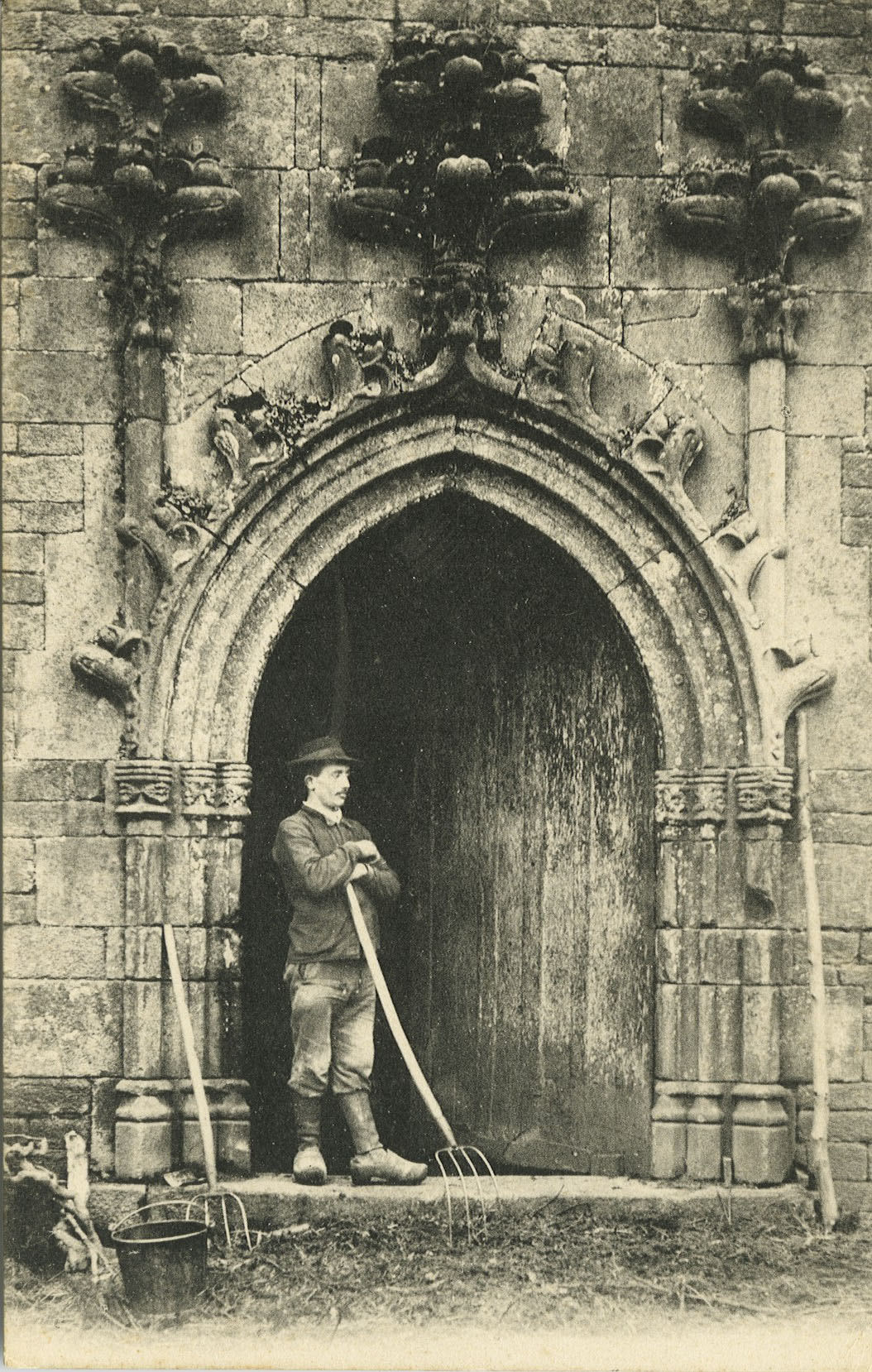

## Protection
Élément protégé : la porte.